# پروتکل یک
| کنوانسیون ژنو ۱–۴ و پروتوکل ۱–۳ | کنوانسیون ژنو ۱–۴ و پروتوکل ۱–۲   |
| کنوانسیون ژنو ۱–۴ و پروتوکل ۱–۳ | کنوانسیون ژنو ۱–۴ و پروتوکل ۱     |
| کنوانسیون ژنو ۱–۴ و پروتوکل ۳   | کنوانسیون ژنو ۱–۴ و پروتوکل ندارد |

پروتکل یک، پروتکل اصلاحی است که در سال ۱۹۷۷ در حمایت از قربانیان درگیری‌های بین‌المللی به کنوانسیون ژنو اضافه شد. «درگیری‌های مسلحانه‌ای که مردم در آن علیه سلطه استعماری، اشغال بیگانه یا رژیم‌های نژادپرست می‌جنگند» به عنوان درگیری‌های بین‌المللی محسوب می‌شوند.این قانون مجدداً بر حقوق بین‌الملل کنوانسیون‌های اصلی ژنو سال ۱۹۴۹ تأکید می‌کند، اما شفاف‌سازی‌ها و مفاد جدیدی را برای ارائه تحولات جنگ‌های بین‌المللی مدرن که از زمان جنگ جهانی دوم رخ داده‌اند، می‌افزاید.

## وضعیت تصویب
تا ژوئن ۲۰۲۵ این قانون توسط ۱۷۵ کشور تصدیق شده‌است. ایالات متحده، اسرائیل، ایران، پاکستان، هند و ترکیه از استثنائات برجسته هستند. با این حال، ایالات متحده، ایران و پاکستان آن را در ۱۲ دسامبر ۱۹۷۷ امضاء کردند، که نشان دهنده تمایلی برای کار در جهت تصویب آن است. انقلاب ایران در این میان اتفاق افتاده‌است.
در ۱۶ اکتبر ۲۰۱۹، رئیس‌جمهور ولادیمیر پوتین با این هشدار لایحه دومای دولتی را برای لغو تصویب پروتکل توسط روسیه ارائه داد.
شرایط استثنایی بر منافع فدراسیون روسیه تأثیر می‌گذارد و نیاز به اقدام فوری دارد. … در فضای بین‌المللی فعلی، خطرات سوءاستفاده از اختیارات کمیسیون برای اهداف سیاسی توسط دولت‌های بی‌پروا که با سوءنیت عمل می‌کنند، به‌طور قابل توجهی افزایش یافته‌است.

## خلاصه مفاد
پروتکل ۱ یک سند گسترده شامل ۱۰۲ ماده است. در زیر یک نمای کلی از این پروتکل آمده‌است. برای لیست کردن جامع کلیه مفاد، به جزوه و تفسیر مراجعه کنید. به‌طور کلی، این پروتکل مجدداً در مورد چهار کنوانسیون اصلی ژنو تأکید می‌کند. با این حال، موارد زیر نیز اضافه شده‌است.
- ماده ۳۷ اقدامات فریب‌آمیز را ممنوع می‌کند و قوانین جنگ را از موارد فریب متمایز می‌سازد.
- ماده ۴۲ حمله به خلبانان و خدمه هواپیمای دچار اشکال شده را، که در حال پرش با چتر هستند، ممنوع اعلام کرده‌است. هنگامی که آنها در قلمرو تحت کنترل یک طرف مخالف فرود آمده‌اند به آنها فرصت داده می‌شود که قبل از اینکه مورد حمله قرار گیرند تسلیم شوند. مگر اینکه مشخص شود که آنها درصدد انجام یک اقدام خصمانه یا اقدام به فرار شده‌اند. نیروهای هوابرد که از هواپیما در حال فرود با چتر هستند، چه در وضعیت اضطراری باشد یا نه، از حمایت‌های این ماده برخوردار نمی‌شوند، بنابراین ممکن است در هنگام فرود مورد حمله قرار بگیرند.
- ماده ۴۳ مربوط به شناسایی نیروهای مسلح طرف درگیری است، و اظهار می‌دارد که پیکارگران "مشمول یک سیستم انضباطی داخلی می‌شوند که از جمله، در انطباق با مقررات قانون بین‌الملل، قابل اجرا در درگیری‌های مسلحانه، است. "
- ماده(۱)۴۷ «یک مزدور این حق را ندارد که به عنوان یک رزمنده یا یک اسیر جنگی معرفی شود».
- مواد ۵۱ و ۵۴ حملاتٰ راندوم به مردم غیرنظامی، از بین بردن مواد غذایی، آب و سایر مواد که برای بقا نیاز است را غیرقانونی می‌داند. حملات راندوم شامل حمله مستقیم به اهداف غیرنظامی و همچنین استفاده از فناوری‌هایی مانند سلاح‌های بیولوژیکی، سلاح‌های هسته‌ای و مین‌های زمینی، که دامنه تخریب آن محدود نیست، می‌شود. یک جنگ تمام عیار که بین اهداف غیرنظامی و نظامی تمایز قائل نیست،[۸] یک جنایت جنگی محسوب می‌شود.
- مواد ۵۶ و ۵۳ حملات به سدها، رودخانه‌ها، ایستگاه‌های تولید هسته‌ای و عبادتگاه‌ها را غیرقانونی اعلام کرده‌است. سه مورد اول «کارها و تأسیسات حاوی نیروهای خطرناک» است و ممکن است مورد حمله قرار گیرد. اما این فقط از راه‌هایی است که تهدیدی برای آزاد کردن آن نیروهای خطرناک نباشد. (به عنوان مثال، تلاش برای تسخیر آنها و نه برای نابودی آنها مجاز است).
- مواد ۷۶ و ۷۷، ۱۵ و ۷۹ حمایت‌های ویژه‌ای برای زنان، کودکان و پرسنل پزشکی غیرنظامی ارائه می‌دهد، و اقدامات حفاظتی را برای روزنامه‌نگاران فراهم می‌کند.
- ماده ۷۷ سربازگیری کودکان زیر ۱۵ سال در نیروهای مسلح را ممنوع می‌کند. این ماده اما اجازه می‌دهد که افراد زیر ۱۵ سال به‌طور داوطلبانه شرکت کنند.[۸]
- مواد ۴۳ و ۴۴ وضعیت نظامی اعضای نیروهای چریکی را مشخص می‌کند. وضعیت رزمنده و اسیر جنگی هنگامی به نیروهای مخالف اعطا می‌شود که آنها تحت فرماندهی یک قدرت مرکزی باشند. چنین مبارزاتی نمی‌توانند وابستگی خود را پنهان کنند. آنها باید به عنوان رزمنده در هنگام آماده‌سازی یا زمان حمله قابل شناخته شدن باشند.
- ماده ۳۵ سلاح‌هایی را که «باعث صدمه زائد یا رنج غیرضروری می‌شوند» و همچنین وسایل جنگی که «باعث آسیب گسترده، طولانی مدت و شدید به محیط طبیعی می‌شوند.» را ممنوع می‌کند.
- ماده ۸۵ می‌گوید که استفاده از نشان‌های محافظتی که توسط کنوانسیون ژنو به رسمیت شناخته شده، برای فریب نیروهای مخالف جنایت جنگی محسوب می‌شود.
- مواد ۱۷ و ۸۱ به کمیته بین‌المللی صلیب سرخ، جوامع ملی یا سایر سازمان‌های بی‌طرف بشردوستانه اجازه می‌دهد تا به قربانیان جنگ کمک کنند.
- در ماده ۹۰ آمده‌است که «طرفین متعاهد عالی می‌توانند، در زمان امضای قرارداد تصویب یا پیوستن به پروتکل، یا در هر زمان دیگر، اعلام کنند که آنها نتایج آن وضعیت را، در رابطه با هر طرف متعاهد عالی دیگر که همان تعهد را قبول می‌کند، و همچنین صلاحیت کمیسیون حقیقت‌یابی بین‌المللی برای تحقیق در مورد ادعاهای طرف دیگر، همان‌طور که توسط این ماده مجاز شده‌است، می‌پذیرد».[۹] ۷۴ کشور این را اعلام کرده‌اند.